# Trần Danh Bích
Trần Danh Bích (21 tháng 11 năm 1943 – 20 tháng 12 năm 2017) là một sĩ quan cấp cao của Quân đội nhân dân Việt Nam, hàm Thiếu tướng, nguyên Phó Giám đốc về Chính trị Học viện Chính trị.

## Thân thế
Trần Danh Bích sinh ngày 21 tháng 11 năm 1943, quê xã Tân Hưng, huyện Tiên Lữ (nay là TP Hưng Yên), tỉnh Hưng Yên.
Trần Danh Bích là con trai út duy nhất của Trần Danh Nhân, sinh năm 1900, là liệt sĩ, hy sinh tại nhà tù Hải Dương năm 1952 và Trần Thị Tâm, sinh năm 1901, cán bộ phụ nữ xã, là cơ sở nuôi giấu cán bộ thời kỳ chống Pháp.

## Sự nghiệp
- Từ năm 1954 đến 1963, Trần Danh Bích học cấp I, cấp II, cấp III tại thị xã Hưng Yên, tỉnh Hải Hưng.
- Tháng 6 năm 1963, ông nhập ngũ là chiến sĩ C11, E 168 pháo binh, Quân khu Tây Bắc. Tháng 5 năm 1964, ông trở thành Học viên trường Sĩ quan Pháo binh, Bộ Tư lệnh 351.
- Tháng 5 năm 1965, ông được phân công đảm nhiệm Trung đội trưởng, C4, D7, E5, Bộ Tư lệnh 559. Tháng 1 năm 1967 đến tháng 5 năm 1969, ông giữ chức Đại đội phó C4, D7, E5, Bộ Tư lệnh 559.
- Tháng 6 năm 1969, ông chuyển sang làm Trợ lý Tham mưu kế hoạch, Chi ủy viên, E7 (Binh trạm 42), Bộ Tư lệnh 559. Tháng 6 năm 1969 đến tháng 12 năm 1969, ông là Trợ lý Tham mưu Kế hoạch Bộ Tư lệnh 559.
- Tháng 1 năm 1970 đến tháng 10 năm 1972, ông là Trợ lý Tham mưu kế hoạch, Liên chi ủy, Bí thư chi bộ, Bộ Tư lệnh khu vực 473, Bộ Tư lệnh Trường Sơn.
- Tháng 11 năm 1972 đến tháng 1 năm 1974, ông giữ chức Tham mưu phó E227, Sư đoàn 473, Bộ Tư lệnh Trường Sơn. Tháng 2 năm 1974 đến tháng 11 năm 1974, ông là Phó ban Tham mưu kế hoạch, Chi ủy viên, Phòng Tham mưu Kế hoạch Sư đoàn 470, Bộ Tư lệnh Trường Sơn.
- Từ 12/1974 đến 4/1976: Phó ban Tham mưu Kế hoạch, Phó Bí thư chi bộ Phòng Tham mưu Kế hoạch, Sư đoàn ô tô 471, Bộ Tư lệnh Trường Sơn.
- Từ 5/1976 đến 8/1978: Trợ lý, Chi ủy viên Phòng Bí thư Văn phòng Tổng cục Xây dựng kinh tế, Bộ Quốc phòng.
- Từ 9/1978 đến 8/1979: Học viên, Lớp trưởng, Bí thư chi bộ Trường Văn hóa Quân đội.
- Từ 9/1979 đến 8/1980: Học viên Học viện Lục quân.
- Từ 9/1980: Trợ lý nhân sự Phòng Quản lý cán bộ Cao cấp, Cục Cán bộ, Tổng cục Chính trị, Chi ủy viên; Thường trực Cục Cán bộ ở Cămpuchia đến 1983;
- Từ 5/1988 đến 11/1988: Phó Trưởng phòng, Bí thư chi bộ Phòng nhân sự 1, Cục Cán bộ, Tổng cục Chính trị.
- Từ 12/1988 đến 9/1989: Trưởng phòng Nhân sự 1, Bí thư chi bộ, Đảng ủy viên Cục Cán bộ, Tổng cục Chính trị;
- Từ tháng 10/1989 đến 5/1990: Học viên Học viện Nguyễn Ái Quốc Trung ương;
- Từ 6/1990: Cục phó, Phó Bí thư Đảng ủy Cục Cán bộ, Tổng cục Chính trị.
- Từ 9/1996 đến 10/2000: Cục trưởng Cục Cán bộ, Phó Bí thư Đảng ủy Cục Cán bộ, Tổng cục Chính trị.
- Năm 1996, Trần Danh Bích bảo vệ xuất sắc Luận án Tiến sĩ với đề tài "Cơ cấu hợp lý đội ngũ cán bộ Quân đội nhân dân Việt Nam trong thời kỳ mới" tại Học viện Chính trị.
- Tháng 11 năm 2000, ông được bổ nhiệm làm Phó Giám đốc về Chính trị, Bí thư Đảng ủy Học viện Chính trị, Bộ Quốc phòng.
- Tháng 1 năm 2005, ông nghỉ hưu.[1]
- Tháng 7 năm 2011 đến tháng 9 năm 2016, ông là Phó Chủ tịch Hội Truyền thống Trường Sơn – Đường Hồ Chí Minh Việt Nam, nhiệm kỳ thứ Nhất. Tháng 9 năm 2016, tại Đại hội nhiệm kỳ 2 (2016 – 2021), Trần Danh Bích được bầu lại làm Phó Chủ tịch Hội Truyền thống Trường Sơn – Đường Hồ Chí Minh Việt Nam.

## Qua đời
Trần Danh Bích qua đời ngày 20 tháng 12 năm 2017 tại Bệnh viện Trung ương Quân đội 108.

## Lịch sử thụ phong quân hàm
| Quân hàm | Tập tin:Vietnam People's Army Colonel.jpg | Tập tin:Vietnam People's Army Senior Colonel.jpg | Tập tin:Vietnam People's Army Major General.jpg |  |  |  |  |  |  |  |  |
| Cấp bậc  | Thượng tá                                 | Đại tá                                           | Thiếu tướng                                     |  |  |  |  |  |  |  |  |
|          |                                           |                                                  |                                                 |  |  |  |  |  |  |  |  |

## Khen thưởng
- Trần Danh Bích được Đảng, Nhà nước Việt Nam tặng:
- Huân chương quân công hạng ba
- Huân chương kháng chiến hạng nhì
- Huân chương chiến công hạng nhất, ba
- Huân chương chiến sĩ vẻ vang hạng nhất, nhì, ba
- Huân chương chiến công giải phóng hạng ba
- Huân chương chiến sĩ giải phóng hạng nhì, ba
- Huy chương quân kỳ quyết thắng
- Huy hiệu 50 năm tuổi Đảng cùng nhiều Huân, Huy chương cao quý khác.